# نانا کینومی
نانا کینومی (انگلیسی: Nana Kinomi؛ زادهٔ ۱ ژانویهٔ ۱۹۴۶) بازیگر، و خواننده اهل ژاپن است.
از فیلم‌ها یا برنامه‌های تلویزیونی که وی در آن نقش داشته‌است می‌توان به تورا-سان و عشق بازیگری اشاره کرد.